# Stockholms tomträttskassa
Stockholms tomträttskassa var ett aktiebolag som bildades den 25 september 1908 med Stockholms stad som garant.
För att undvika markspekulation i samband med utbyggnaden av bland annat Stockholms trädgårdsstäder uppläts marken med tomträtt och nybyggarna kunde låna 80 procent av byggkostnaderna till sitt nya småhus av Stockholms tomträttskassa. Upplåtelsetiden sattes på 60 år och i kontraktet var reglerat hur avlösningen skulle ske vid upplåtelsetidens slut.
Bolagets aktiekapitalet var vid starten 500 000 kronor som garanterades av Stockholms stad till ett belopp av fem miljoner kronor genom obligationer. Första verkställande direktör (1909-1924) blev Carl Meurling som även var direktör i Stockholms stads lantegendomsnämnd (1908-1919).

### Fotnoter
1. ↑  Levande Stad: Axel Dahlberg (1959), sida 73
2. ↑  Runeberg, Nordisk familjebok, upplaga 29

- Tage Erlander, Evert Taube, Axel Dahlberg, Per Anders Fogelström m.fl. (1959). Levande stad, en bok om Stockholm tillägnad Carl Albert Andersson. Rabén & Sjögren